# (54967) Millucci
(54967) Millucci – planetoida z pasa głównego asteroid okrążająca Słońce w ciągu 4 lat i 201 dni w średniej odległości 2,75 j.a. Została odkryta 15 sierpnia 2001 roku w Pistoia Mountains Astronomical Observatory w San Marcello Pistoiese przez Andrea Boattiniego i Luciano Tesiego. Nazwa planetoidy pochodzi od Vincenzo Millucciego (ur. 1947), profesora fizyki matematycznej na wydziale fizyki Uniwersytetu w Sienie. Przed nadaniem nazwy planetoida nosiła oznaczenie tymczasowe (54967) 2001 PF29.